# Weinhandelsabkommen
Die jeweiligen Weinabkommen sind bilaterale Verträge zwischen der europäischen Union und einem weiteren Land (zum Beispiel: die USA oder Australien). Die Abkommen regeln eine gegenseitige Anerkennung von Herstellungsnormen in der Weinproduktion. Die Abkommen, speziell jenes mit den USA, sollen den Handel erleichtern.
Winzer aus der EU, insbesondere aus Deutschland, kritisieren, dass das Abkommen keine Kennzeichnungspflicht für das Herstellungsverfahren des Weins vorsieht. Sie befürchten eine Überschwemmung der EU-Märkte mit billig produzierten Kunstweinen.
Die Vereinigten Staaten sind der größte Exportmarkt für europäischen Wein und der zweitwichtigste Markt für den deutschen Weinexport. Die Weinexporte der EU in die USA haben etwa das fünffache Volumen von den US-Weinexporten in die EU.
Über ein Abkommen zum Weinhandel wurde zwischen der EU und den USA schon seit 1983 verhandelt.